# Veslování na letních olympijských hrách
Veslování bylo do programu letních olympijských her poprvé zařazeno v roce 1900 (muži) a 1976 (ženy).

## Muži
- Skif
- Dvojskif
- Párová čtyřka
- Dvojka bez kormidelníka
- Čtyřka bez kormidelníka
- Osmiveslice
- Dvojskif lehkých vah

## Ženy
- Skif
- Dvojskif
- Párová čtyřka
- Dvojka bez kormidelníka
- Osmiveslice
- Dvojskif lehkých vah
- Čtyřka bez kormidelníka

## Ukončené soutěže
- Dvojka s kormidelníkem (muži)
- Čtyřka s kormidelníkem (muži)
- Čtyřka bez kormidelníka lehkých vah (muži)
- Čtyřka s kormidelníkem (ženy)

## Československá a česká stopa ve veslování
| Pořadí | Olympionik          | Zlato    | Stříbro            | Bronz              | Celkem |
| ------ | ------------------- | -------- | ------------------ | ------------------ | ------ |
| 1.     | Jan Jindra          | LOH 1952 | 0                  | LOH 1960           | 2      |
|        | Stanislav Lusk      | LOH 1952 | 0                  | LOH 1960           | 2      |
| 3.     | Jiří Havlis         | LOH 1952 | 0                  | 0                  | 1      |
|        | Miroslav Koranda    | LOH 1952 | 0                  | 0                  | 1      |
|        | Karel Mejta         | LOH 1952 | 0                  | 0                  | 1      |
| 6.     | Václav Kozák        | LOH 1960 | 0                  | 0                  | 1      |
|        | Pavel Schmidt       | LOH 1960 | 0                  | 0                  | 1      |
| 8.     | Miroslava Knapková  | LOH 2012 | 0                  | 0                  | 1      |
| 9.     | Ondřej Synek        | 0        | LOH 2008, LOH 2012 | LOH 2016           | 3      |
| 10.    | Vladimír Petříček   | 0        | LOH 1972           | LOH 1972           | 2      |
|        | Oldřich Svojanovský | 0        | LOH 1972           | LOH 1976           | 2      |
|        | Pavel Svojanovský   | 0        | LOH 1972           | LOH 1976           | 2      |
| 13.    | Václav Chalupa      | 0        | LOH 1992           | 0                  | 1      |
| 14.    | David Kopřiva       | 0        | LOH 2004           | 0                  | 1      |
|        | Jakub Hanák         | 0        | LOH 2004           | 0                  | 1      |
|        | Tomáš Karas         | 0        | LOH 2004           | 0                  | 1      |
|        | David Jirka         | 0        | LOH 2004           | 0                  | 1      |
| 18.    | Bohumil Janoušek    | 0        | 0                  | LOH 1960, LOH 1964 | 2      |
|        | Miroslav Koníček    | 0        | 0                  | LOH 1960, LOH 1964 | 2      |
|        | Jiří Lundák         | 0        | 0                  | LOH 1960, LOH 1964 | 2      |
|        | Josef Věntus        | 0        | 0                  | LOH 1960, LOH 1964 | 2      |
|        | Luděk Pojezný       | 0        | 0                  | LOH 1960, LOH 1964 | 2      |
| 23.    | Zdeněk Pecka        | 0        | 0                  | LOH 1976, LOH 1980 | 2      |
|        | Václav Vochoska     | 0        | 0                  | LOH 1976, LOH 1980 | 2      |
| 25.    | Václav Pavkovič     | 0        | 0                  | LOH 1960           | 1      |
|        | Jan Švéda           | 0        | 0                  | LOH 1960           | 1      |
| 27.    | Vladimír Andrs      | 0        | 0                  | LOH 1964           | 1      |
|        | Petr Čermák         | 0        | 0                  | LOH 1964           | 1      |
|        | Pavel Hofmann       | 0        | 0                  | LOH 1964           | 1      |
|        | Jan Mrvík           | 0        | 0                  | LOH 1964           | 1      |
|        | Richard Nový        | 0        | 0                  | LOH 1964           | 1      |
|        | Július Toček        | 0        | 0                  | LOH 1964           | 1      |
| 33.    | Vladimír Jánoš      | 0        | 0                  | LOH 1972           | 1      |
|        | Otakar Mareček      | 0        | 0                  | LOH 1972           | 1      |
|        | Karel Neffe         | 0        | 0                  | LOH 1972           | 1      |
|        | František Provazník | 0        | 0                  | LOH 1972           | 1      |
| 37.    | Jaroslav Hellebrand | 0        | 0                  | LOH 1976           | 1      |
|        | Vladek Lacina       | 0        | 0                  | LOH 1976           | 1      |
|        | Ludvík Vébr         | 0        | 0                  | LOH 1976           | 1      |